# Représentations diplomatiques près le Saint-Siège
Représentation actuelle du Saint-Siège
- 2021
- 2022
- 2023
- 2024
- 2025
- 2026
- 2027
- 2028
- 2029

Représentations : près le Saint-Siège, pour le Saint-Siège

Pays entretenant des relations diplomatiques bilatérales avec le Saint-Siège :
Relations diplomatiques ;
Relation spéciales ;
Pas de relations diplomatiques.

Depuis le 4 mai 2017 et l'établissement de relations diplomatiques avec l'Union du Myanmar (Birmanie), le Saint-Siège entretient des relations diplomatiques bilatérales avec 183 pays.
Sous le pontificat du pape Benoît XVI ont été établies des relations diplomatiques avec le Monténégro (2006), les Émirats arabes unis (2007), le Botswana (2008), la Russie (2009), la Malaisie (2011) et le Soudan du Sud (2013).
Sous le pontificat du pape François, deux États — la Mauritanie le 9 décembre 2016 et la Birmanie le 4 mai 2017 — ont établi des relations diplomatiques avec le Saint-Siège.
Seuls 13 États sur les 195 pays de la planète n'ont pas de relations diplomatiques avec le Saint-Siège : Afghanistan, Arabie saoudite, Bhoutan, Brunei, Chine, Comores, Corée du Nord, Laos, Maldives, Oman, Somalie, Tuvalu et Viêt Nam.
Tous les ambassadeurs accrédités près le Saint-Siège ne résident pas à Rome en raison de la règle qui impose que l'ambassadeur accrédité auprès du Saint-Siège soit distinct de celui accrédité près la République italienne. En raison de la petitesse du territoire de l'État de la Cité du Vatican, toutes les ambassades près le Saint-Siège situées à Rome sont en territoire italien.

## Ambassades près le Saint-Siège à Rome

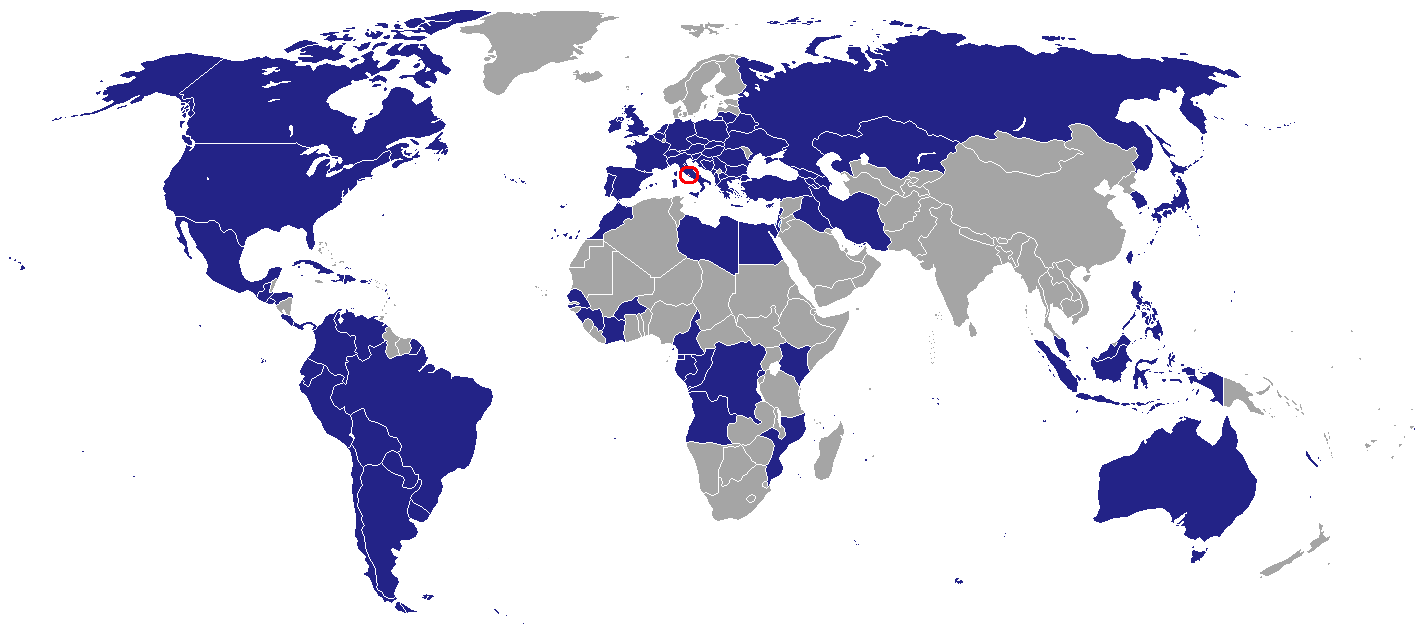
Pays ayant une ambassade près le Saint-Siège à Rome :
Saint-Siège ;
Pays dont l’ambassade près le Saint-Siège est située à Rome.

.
.

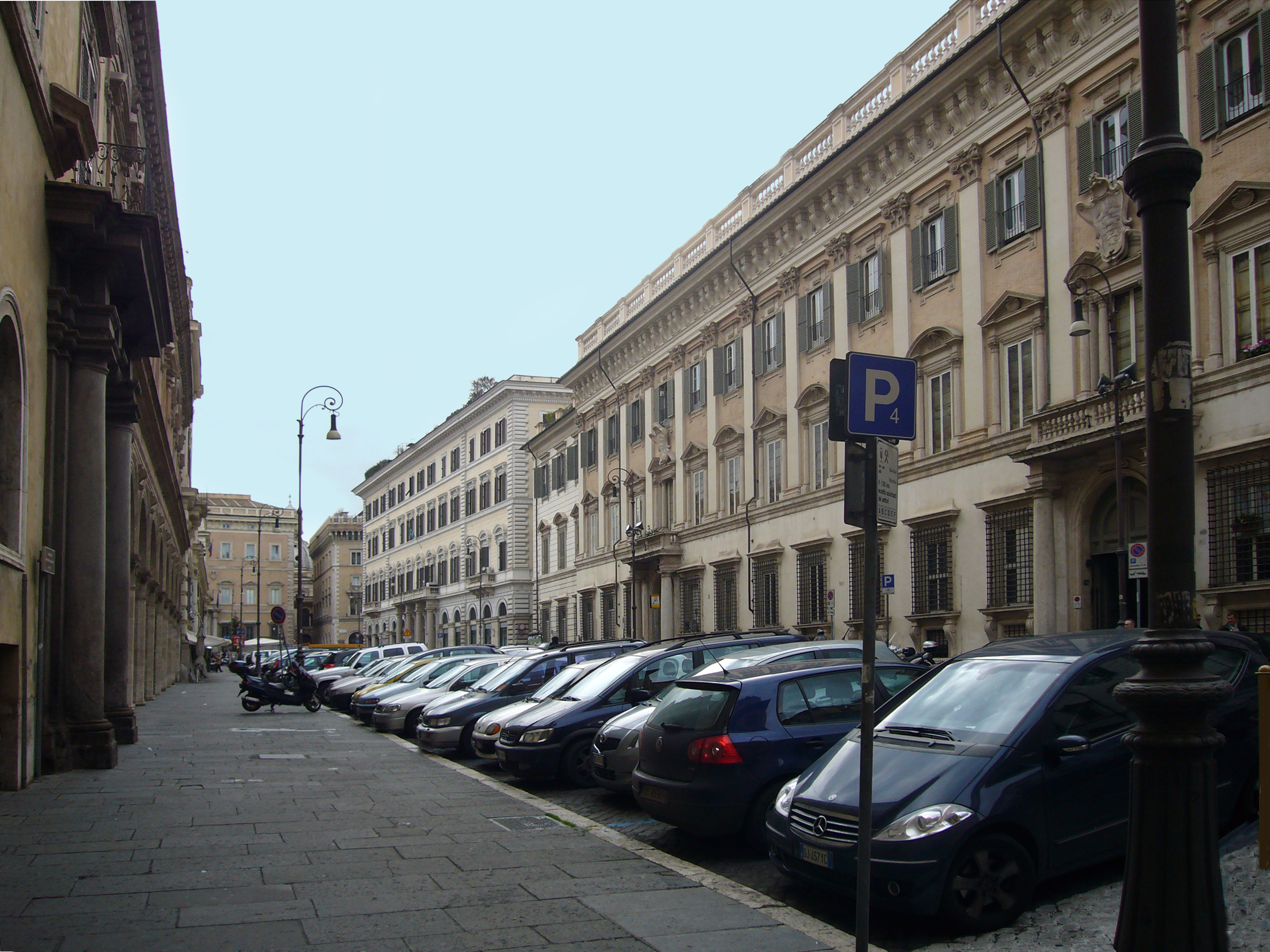
Palazzo Chigi-Odescalchi, ambassade d'Angola près le Saint-Siège

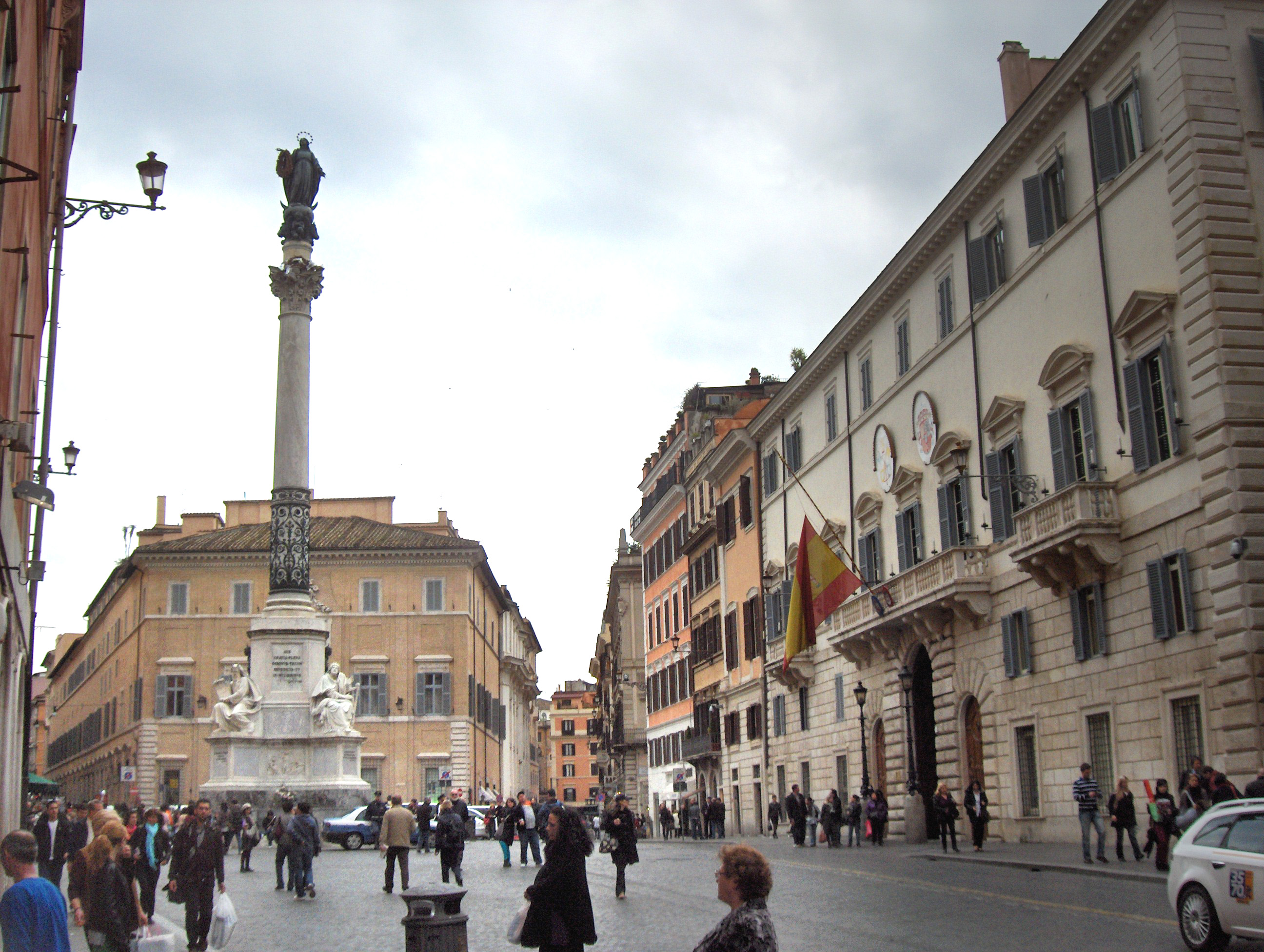
Palazzo di Spagna, ambassade d'Espagne près le Saint-Siège

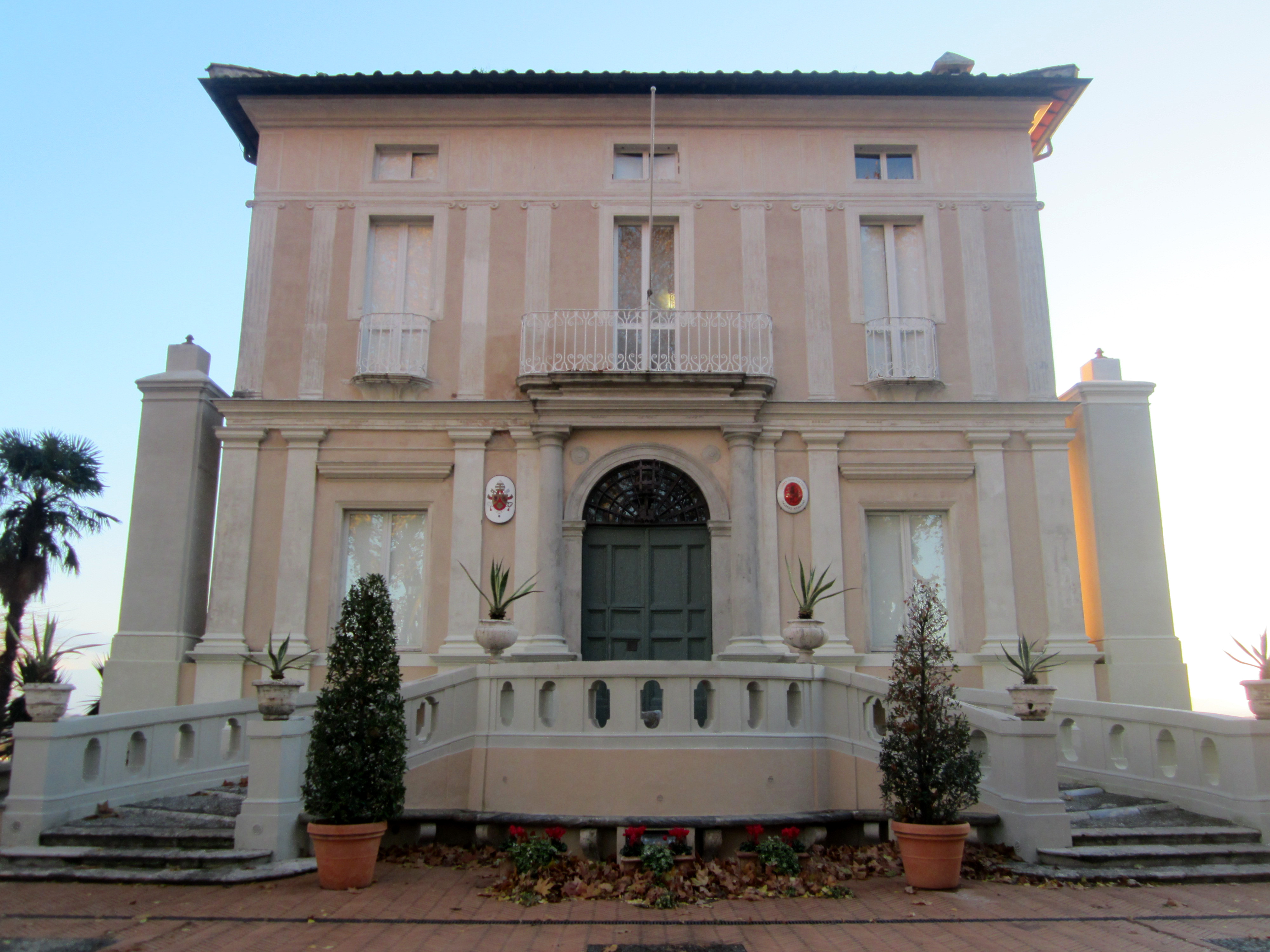
Villa Lante, ambassade de Finlande près le Saint-Siège

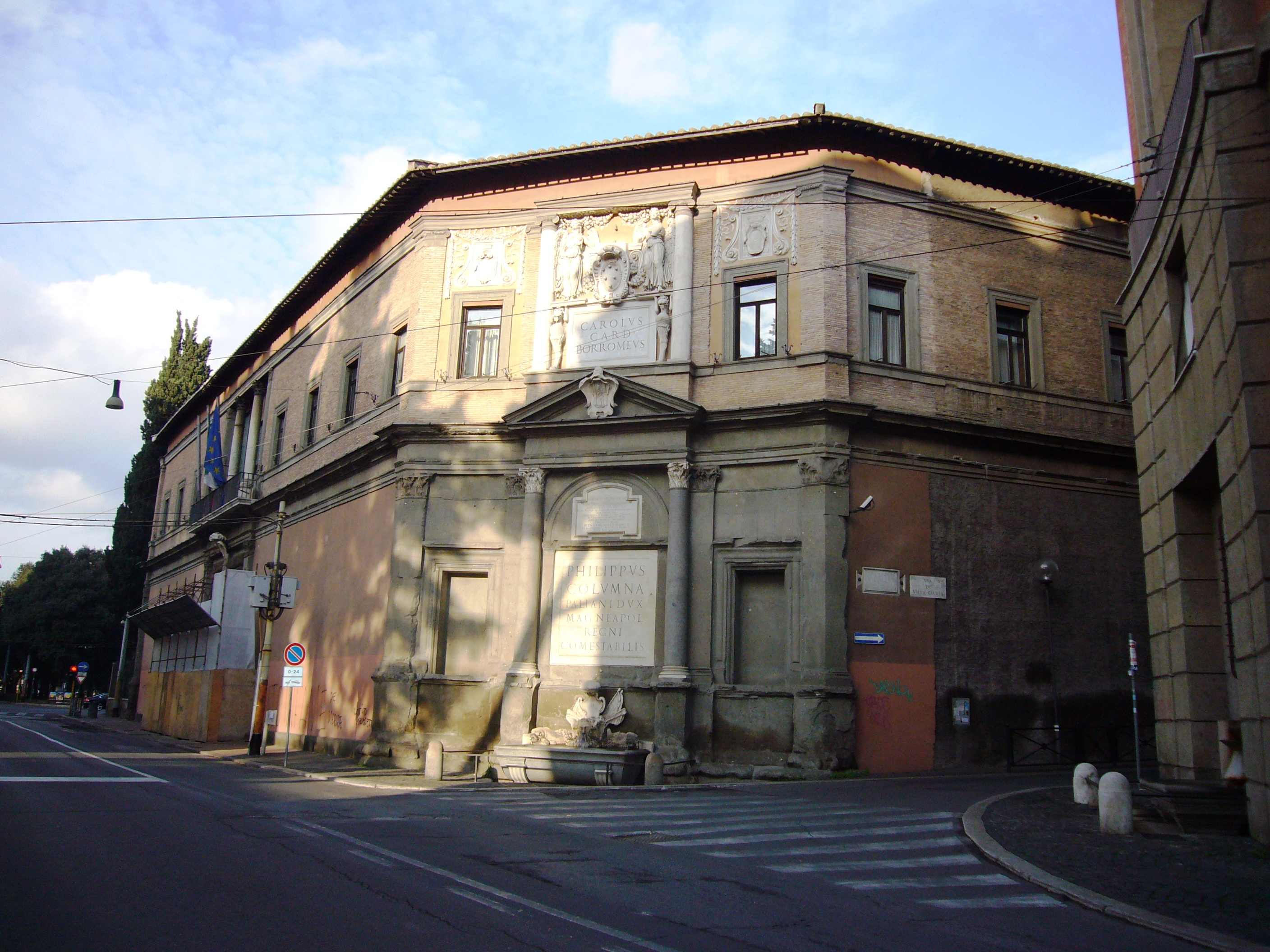
Palazzo Borromeo, ambassade d'Italie près le Saint-Siège

Au 4 février 2017, 89 États accréditent un ambassadeur extraordinaire et plénipotentiaire près le Saint-Siège résidant de façon permanente à Rome et distinct de l'ambassadeur près la République italienne. Sous le pontificat du pape Benoît XVI, l'Australie, le Cameroun, le Timor oriental, le Bénin et le Nigeria se sont ajoutés à ces États, et fin 2015 on en comptait trois nouveaux (le Belize, le Burkina-Faso et la Guinée-Équatoriale). Le 9 juin 2016, la Malaisie a nommé son premier ambassadeur résidant à Rome; le 4 février 2017 le Congo Brazzaville décide d'installer son ambassade à Rome. L'Afrique du Sud en fait de même en septembre 2017.
| - Afrique du Sud - Albanie - Allemagne - Angola (palazzo Chigi-Odescalchi) - Argentine - Arménie - Australie - Autriche - Belgique - Belize - Bénin - Bolivie - Bosnie-Herzégovine - Brésil - Bulgarie - Burkina Faso - Cameroun - Canada - Taïwan - Chypre - Colombie - République du Congo | - République démocratique du Congo - Corée (du Sud) - Costa Rica - Côte d'Ivoire - Croatie - Cuba - Égypte - Équateur - Espagne (palazzo di Spagna) - États-Unis (villa Domiziana) - Finlande (villa Lante) - France (villa Bonaparte) - Gabon - Géorgie - Ghana - Grèce - Guatemala - Guinée équatoriale - Haïti | - Honduras - Hongrie - Indonésie - Irak - Iran - Irlande - Israël - Italie (palazzo Borromeo) - Japon - Liban - Libye - Lituanie - Luxembourg - Macédoine du Nord - Malaisie - Maroc - Mexique - Monaco - Monténégro - Nicaragua - Nigeria - Panama - Paraguay | - Pays-Bas - Pérou - Philippines - Pologne - Portugal - République dominicaine - Tchéquie - Roumanie - Royaume-Uni - Russie - Saint-Marin - Salvador - Sénégal - Serbie - Slovaquie - Slovénie - Suède - Timor oriental - Turquie - Ukraine - Uruguay - Venezuela |

## Ambassades près le Saint-Siège non situées à Rome
Au 8 janvier 2018, 78 pays  accréditent un ambassadeur extraordinaire et plénipotentiaire près le Saint-Siège ne résidant pas de façon permanente à Rome. Parmi eux, 18 sont en poste à Paris, 14 à Berlin, 10 à Berne, 7 à Bruxelles, 7 à Londres, 4 à Genève, 3 à Madrid et 1 à Ljubljana.
| - Algérie (Genève) - Andorre (Andorre-la-Vieille) - Azerbaïdjan (Paris) - Bahreïn (Paris) - Bangladesh (Genève) - Barbade (Londres) - Biélorussie (Minsk) - Burundi (Berlin) - Cap-Vert (Praia) - Danemark (Berne) - Djibouti (Djibouti) - Émirats arabes unis (Madrid) - Érythrée (Berlin) - Estonie (Tallinn) - Éthiopie (Paris) - Fidji (Londres) - Gambie (Londres) - Guinée (Berlin) | - Guinée-Bissau (Paris) - Guyana (Londres) - Inde (Berne) - Islande (Helsinki) - Jamaïque (Berlin) - Jordanie (Neuilly-sur-Seine) - Kazakhstan (Berne) - Kenya (Paris) - Kirghizistan (Berlin) - Koweït (Berne) - Lesotho (Berlin) - Lettonie (Riga) - Liberia (Londres) - Liechtenstein (Vaduz) - Madagascar (Paris) - Malawi (Berlin) - Mali (Paris) - Malte (La Valette) | - Maurice (Londres) - Moldavie (Prague) - Mongolie (Genève) - Mozambique (Berlin) - Namibie (Berlin) - Népal (Berlin) - Niger (Berlin) - Norvège (Berne) - Nouvelle-Zélande (La Haye) - Ouganda (Berlin) - Pakistan (Berne) - Papouasie-Nouvelle-Guinée (Bruxelles) - Qatar (Paris) - Rwanda (Bruxelles) - Sainte-Lucie (Paris) - Saint-Vincent-et-les-Grenadines (Paris) - Seychelles (Bruxelles) - Sierra Leone (Bruxelles) - Singapour (Singapour) - Soudan (Paris) | - Sri Lanka (Genève) - Suède (Stockholm) - Suisse (Ljubljana) - Suriname (La Haye) - Eswatini (Bruxelles) - Syrie (Madrid) - Tanzanie (Berlin) - Tchad (Paris) - Thaïlande (Berne) - Togo (Bruxelles) - Trinité-et-Tobago (Bruxelles) - Tunisie (Berne) - Yémen (Berlin) - Zambie (Londres) - Zimbabwe (Paris) |

## Représentations diplomatiques spéciales

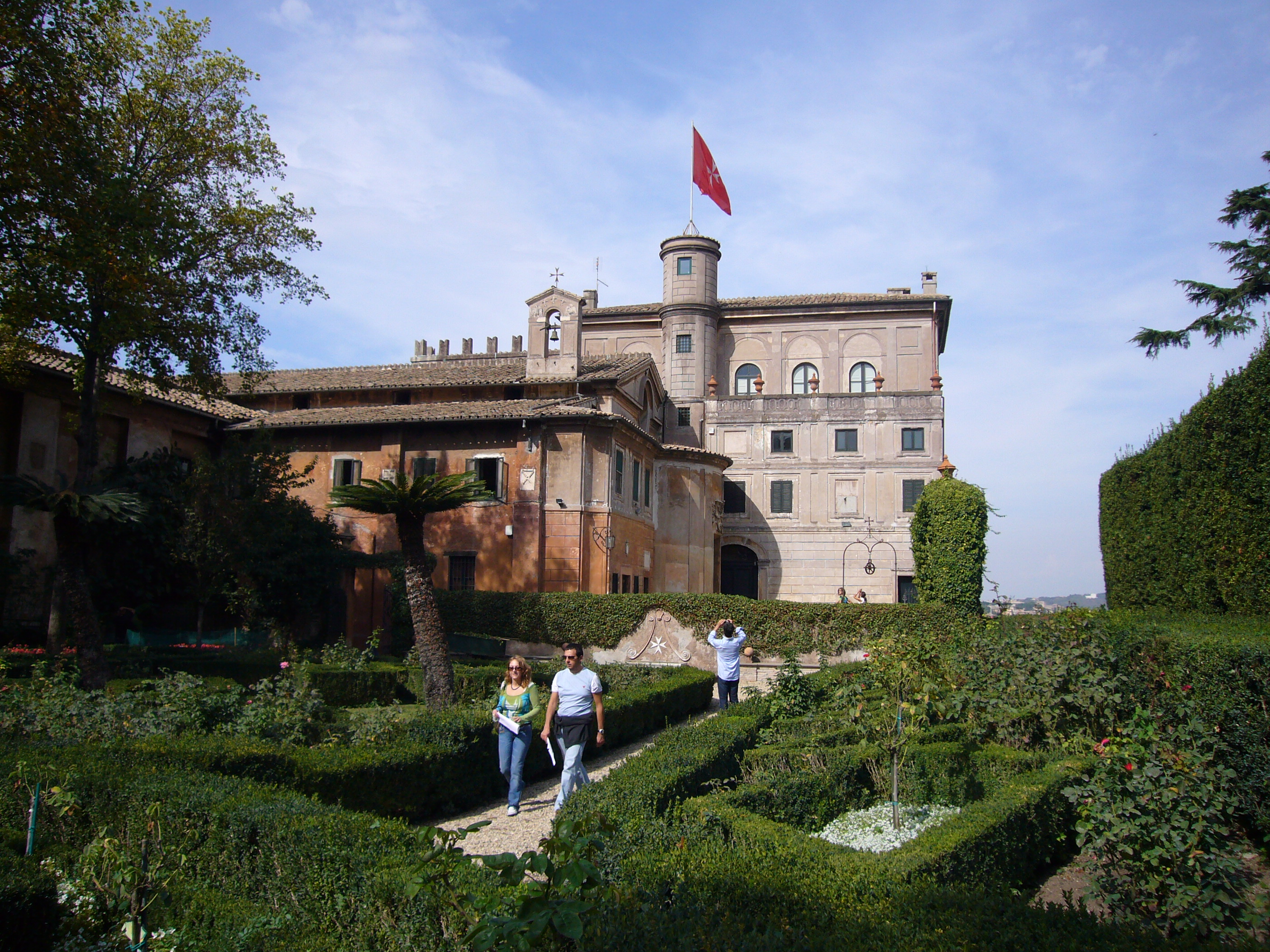
Palazzo Orsini, ambassade de l'ordre souverain militaire de Malte près le Saint-Siège.

- Ordre souverain de Malte (Rome) (palazzo Orsini)
- Organisation de libération de la Palestine (Rome)
- Union européenne (Rome)